# Cupira
Cupira é um município brasileiro do estado de Pernambuco, Região Nordeste do país. O município é formado pelo distrito-sede de Cupira, e pelo distrito de Laje de São José, distribuídos numa população estimada em 24 237 habitantes, conforme dados do IBGE de 2021.

## História
Os primeiros habitantes da região provavelmente se estabeleceram em Cupira por volta de 1881. Entre eles, os Srs. Quintiliano José de Mello, Manoel Gomes da Silva, Antônio Soares da Silva e Aleluia de Tal. Aleluia de Tal propôs a construção de uma capela, que foi edificada às margem de uma lagoa onde havia uma baraúna habitada por abelhas da espécie conhecida por cupira. O local, na época parte do município de Panelas, passou então a ser chamado Cupira, em alusão aos insetos. À medida que a povoação crescia, mais estradas eram abertas. Eventualmente, a região tornou-se povoado e, em 1896, fez-se a primeira feira-livre da povoação.
Em 1900, a povoação tornou-se distrito do município de Panelas, com o nome de Taboleiro. Em 1914, o distrito foi renomeado para Cupira. Em 1953, Cupira desmembrou-se de Panelas, tornando-se município, sendo instalado em 1954. Já em 1955, a região de Laje de São José foi desmembrada do distrito-sede, tornando-se distrito próprio. Até hoje, o município é composto pelo distrito-sede de Cupira e pelo distrito de Laje de São José.
O topônimo Cupira provém do Tupi kupi'ira e significa "abelha do cupim". É uma abelha que faz sua colmeia nos cupinzeiros.

## Geografia
Localiza-se a uma latitude 08º37'00" sul e a uma longitude 35º57'00" oeste, estando a uma altitude de 416 metros. De acordo com a divisão regional vigente desde 2017, instituída pelo IBGE, o município pertence às Regiões Geográficas Intermediária e Imediata de Caruaru. Até então, com a vigência das divisões em microrregiões e mesorregiões, fazia parte da microrregião do Brejo Pernambucano, que por sua vez estava incluída na mesorregião do Agreste Pernambucano.
O município está incluído na área geográfica de abrangência do semiárido brasileiro, definida pelo Ministério da Integração Nacional em 2005.  Esta delimitação tem como critérios o índice pluviométrico inferior a 800 mm, o índice de aridez até 0,5 e o risco de seca maior que 60%. Devido à altitude, o microclima local apresenta-se com verões brandos e secos, com ocorrência de tempestades de verão e eventual queda de granizo leve, temperaturas com picos entre 30 °C e 35 °C, névoa seca durante o período, e invernos chuvosos com mínimas absolutas entre 12 °C e 14 °C e ocorrência de névoa úmida nas noites entre junho e setembro.
O município de Cupira está localizado na unidade geoambiental do Planalto da Borborema, apresentando relevo ondulado. A vegetação nativa é a floresta subcaducifólia, com ocorrência de juazeiro, umbuzeiro, algaroba, ipê roxo, ipê rosa, ipê amarelo, conhecidos na região pelo nome de pau d'arco. Por ser uma região de transição entre a zona da Mata Atlântica e a Caatinga, é comum a ocorrência de cactos, sendo o mandacaru e a coroa-de-frade espécies endêmicas na região; há também a ocorrência de árvores nativas da Mata Atlântica tais como o pau-brasil, jamelão e exóticas como a mangueira, jaqueira, fruta-pão. No passado a região dispunha de resquícios de Mata Atlântica bem pronunciados pela formação dos brejos de altitude.
O município está inserido nos domínios da Bacia Hidrográfica do Rio Una e tem como principais tributários o Rio Panelas e o Riacho da Serra, todos de regime intermitente.

## Política
- Lista de prefeitos de Cupira